# Франкен, Стив
Стив Фра́нкен (англ. Steve Franken; 27 мая 1932, Бруклин, Нью-Йорк — 24 августа 2012, Канога-Парк, Калифорния) — американский комедийный характерный актёр кино и телевидения, менее известен как актёр озвучивания.

## Биография
Стивен Роберт Франкен родился 27 мая 1932 года в Бруклине (Нью-Йорк). Окончил Корнеллский университет. Отец его был нью-йоркским газетным репортёром, а затем стал голливудским пресс-агентом; троюродный брат — комик, политик, медиаперсона и писатель Эл Франкен. К 1958 году Стивен переехал на другой конец страны, в Голливуд. Начал сниматься в телесериалах, но также нередко появлялся в полнометражных фильмах для широкого экрана. Достаточно активно снимался до самой смерти в возрасте 80 лет. Всего за 54 года карьеры Франкен появился в более чем 180 кино- и телефильмах, телесериалах.
Актёр был невысокого роста (168 см), имел «детское лицо», поэтому его часто приглашали на роли избалованных, наглых, состоятельных подростков и плейбоев (в начале карьеры, конечно же), иногда младших офицеров, несколько раз он появлялся в эпизодических комических злодейских ролях.
Скончался 24 августа 2012 года в районе Канога-Парк (город Лос-Анджелес, штат Калифорния) от рака.

### Личная жизнь
Стив Франкен был женат дважды.
- Джулия Элизабет Картер, к кинематографу отношения не имела. Брак заключён 17 октября 1965 года, в 1986 году последовал развод. От брака остались две дочери: Эмили Франкен и Эбгейл Гласс.
- Джин Гарретт, малоизвестная актриса[8]. Брак заключён в 1987 году (актёру было 55 лет) и продолжался четверть века до самой смерти актёра в 2012 году. От брака осталась дочь Энн Франкен[9].

## Избранная фильмография

### Широкий экран
- 1958 — Очарованная сценой / Stage Struck — доброжелатель в раздевалке (в титрах не указан)
- 1958 — Ненавидящий полицейских / Cop Hater — мужчина в «строю опознания»
- 1964 — Американизация Эмили / The Americanization of Emily — молодой моряк
- 1964 — Путешественники во времени[англ.] / The Time Travelers — Дэнни МакКи
- 1966 — За мной, парни![англ.] / Follow Me, Boys! — пленный лейтенант
- 1968 — Паника в городе[англ.] / Panic in the City — Хэл Джонсон
- 1968 — Вечеринка / The Party — Левинсон, пьяный официант
- 1969 — Ангел у меня в кармане[англ.] / Angel in My Pocket — Циммерман
- 1969 — Первый номер[англ.] / Number One — Робин
- 1970 — В какой стороне линия фронта?[англ.] / Which Way to the Front? — Петер Бланд
- 1973 — Западный мир / Westworld — лаборант
- 1975 — Реинкарнация Питера Прауда[англ.] / The Reincarnation of Peter Proud — доктор Чарльз Креннис
- 1976 — Излучины Миссури / The Missouri Breaks — Одинокий Малыш
- 1978 — Лавина[англ.] / Avalanche — Генри МакДейд
- 1979 — ? / The North Avenue Irregulars — Том
- 1980 — Тяжкий труд[англ.] / Hardly Working — Стив Торрес
- 1980 — Дьявольский заговор доктора Фу Манчу[англ.] / The Fiendish Plot of Dr. Fu Manchu — Пит Уильямс
- 1983 — Проклятие Розовой пантеры / Curse of the Pink Panther — Харви Хэмилкард-третий
- 1987 — Любовь нельзя купить / Can't Buy Me Love — модный клерк
- 1988 — Шоссе / Freeway — адвокат
- 1989 — Поворот на Трансильванию / Transylvania Twist — Ганс Хупп
- 1994 — Манчи наносит ответный удар[англ.] / Munchie Strikes Back — профессор Грейвс
- 1999 — Код Омега / The Omega Code — Джеффрис
- 2000 — Сестричка Бетти / Nurse Betty — администратор
- 2000 — Универсальный агент[англ.] / Agent Red — генерал Сока
- 2009 — Ангелы и демоны / Angels & Demons — кардинал Кольбер

### Телевидение
- 1958 — Театр 90[англ.] / Playhouse 90 — Вилли (в эпизоде The Time of Your Life)
- 1961 — Шаг за грань[англ.] / One Step Beyond — обезумевший солдат (в эпизоде Night of Decision)
- 1960—1961 — Мятежник[англ.] / The Rebel — Рак (в эпизоде The Pit)
- 1960—1963 — Успех Доби Гиллис[англ.] / The Many Loves of Dobie Gillis — разные роли (в 30 эпизодах[англ.])
- 1962 — Шах и мат[англ.] / Checkmate — Данк Томилсон (в эпизоде The Yacht-Club Gang)
- 1962 — Доктор Килдер[англ.] / Dr. Kildare — Фредди Биннс (в эпизоде Operation: Lazarus)
- 1962 — Лейтенант О’Тул[англ.] / Ensign O'Toole — энсин Клиффорд Бендер (в эпизоде Operation: Gaslight)
- 1963 — Перри Мейсон / Perry Mason — Кристофер Бартон (в эпизоде The Case of the Deadly Verdict)
- 1963—1964 — Мистер Новак[англ.] / Mr. Novak — Джерри Аллен (в 14 эпизодах)
- 1964 — Станция Юбочкино[англ.] / Petticoat Junction — Гомер Бедлоу-младший (в эпизоде Bedloe and Son[англ.])
- 1965 — Флот Макхейла[англ.] / McHale's Navy — лейтенант Джейсон Уитуорт (в эпизоде Birth of a Salesman)
- 1965 — Пожалуйста, не ешь маргаритки![англ.] / Please Don't Eat the Daisies — Кроуфорд (в эпизоде Two Seats on the Moon Shot)
- 1965 — Дочь фермера[англ.] / The Farmer's Daughter — коридорный (в эпизоде Crisis at Crystal Springs)
- 1965 — Мой любимый марсианин[англ.] / My Favorite Martian — Джордж (в эпизоде Tim and Tim Again)
- 1965—1966 — Шоу Пэтти Дьюк[англ.] / The Patty Duke Show — разные роли (в 2 эпизодах)
- 1966 — Дикий, дикий Вест[англ.] / The Wild Wild West — Ле Фуа (в эпизоде The Night of the Bottomless Pit[англ.])
- 1966 — Эта девушка / That Girl — актёр, играющий доктора Брюса Олдена (в эпизоде Soap Gets in Your Eyes)
- 1966 — Крысиный патруль[англ.] / The Rat Patrol — Нед Каннингем (в эпизоде The Gun Runner Raid)
- 1966—1971 — Моя жена меня приворожила / Bewitched — разные роли (в 7 эпизодах)
- 1967 — Бэтмен / Batman — Руди, камердинер (в эпизоде That Darn Catwoman; в титрах не указан)
- 1967 — К.О.Т.[англ.] / T.H.E. Cat — Карл Леандро (в эпизоде Matter Over Mind)
- 1967 — Три моих сына[англ.] / My Three Sons — Эл Морган (в эпизоде The Sky Is Falling)
- 1967 — Миссия невыполнима / Mission: Impossible — Аким Хадрамут (в 2 эпизодах)
- 1968 — Большая долина / The Big Valley — банковский кассир (в эпизоде Hell Hath No Fury[англ.])
- 1969 — Отряд «Стиляги»[англ.] / The Mod Squad — раввин Эллиотт Танненбаум (в эпизоде In This Corner - Sol Alpert[англ.])
- 1970 — Ночная галерея[англ.] / Night Gallery — доктор Питер Митчелл (в эпизоде The House)
- 1970—1973 — Любовь по-американски[англ.] / Love, American Style — разные роли (в 5 эпизодах[англ.])
- 1970—1979 — Озарение[англ.] / Insight — разные роли (в 6 эпизодах)
- 1971 — Доктор Маркус Уэлби / Marcus Welby, M.D. — доктор Вайцман (в эпизоде A Passing of Torches)
- 1971—1972 — Адам-12[англ.] / Adam-12 — разные роли (в 3 эпизодах[англ.])
- 1972 — Оуэн Маршалл, советник адвокатов[англ.] / Owen Marshall, Counselor at Law — Курт Балкс (в эпизоде The Trouble with Ralph)
- 1972—1973 — Шоу Мэри Тайлер Мур / The Mary Tyler Moore Show — Джонас Лассер (в 2 эпизодах[англ.])
- 1973 — Чужестранец[англ.] / The Stranger — Генри Мейтленд
- 1974 — Новобранцы[англ.] / The Rookies — Элвин Конрад (в эпизоде Key Witness)
- 1974 — Критическое положение![англ.] / Emergency! — Бернард Голдберг (в эпизоде Daisy's Pick Blind Date)
- 1975 — Колчак: Ночной охотник[англ.] / Kolchak: The Night Stalker — Нил (в эпизоде Chopper)
- 1975 — Убийство на рейсе 502[англ.] / Murder on Flight 502 — Дональд Голдман
- 1975 — Полицейская история[англ.] / Police Story — Д. А. Уоллбергер (в 2 эпизодах)
- 1975, 1981 — Барни Миллер[англ.] / Barney Miller — разные роли (в 2 эпизодах[англ.])
- 1977 — Человек из Атлантиды[англ.] / Man from Atlantis — доктор (в пилотном эпизоде)
- 1977 — Ангелы Чарли / Charlie's Angels — Фред (в эпизоде Pretty Angels All in a Row[англ.])
- 1977 — Муравьи-убийцы[англ.] / It Happened at Lakewood Manor — Уайт
- 1977—1978 — Женщина-полицейский / Police Woman — разные роли (в 2 эпизодах[англ.])
- 1978 — Коджак / Kojak — Арни Голдман (в эпизоде May the Horse Be with You[англ.])
- 1978 — Медэксперт Куинси[англ.] / Quincy, M.E. — доктор Китей (в эпизоде The Last Six Hours)
- 1978 — Пляж Зума[англ.] / Zuma Beach — Рик
- 1978 — Элис[англ.] / Alice — грабитель (в эпизоде Better Never Than Late)
- 1978, 1982 — Калифорнийский дорожный патруль[англ.] / CHiPs — разные роли (в 2 эпизодах[англ.])
- 1979 — Суперпоезд[англ.] / Supertrain — Флекс (в эпизоде The Queen and the Improbable Knight)
- 1979 — Однажды за один раз / One Day at a Time — Виктор Малхем (в эпизоде The Piano Teacher[англ.])
- 1980 — Призраки Баксли-Холла[англ.] / The Ghosts of Buxley Hall — Вирджил Куинби
- 1980 — Диснейленд[англ.] / Disneyland — Вирджил Куинби (в 2 эпизодах)
- 1980, 1982 — Охотник Джон[англ.] / Trapper John, M.D. — разные роли (в 2 эпизодах[англ.])
- 1981 — Лодка любви / The Love Boat — Гарри Мейсон (в 2 эпизодах[англ.])
- 1982 — Саймон и Саймон[англ.] / Simon & Simon — Танридж (в эпизоде The Ten Thousand Dollar Deductible)
- 1983 — Американская школа[англ.] / High School U.S.A. — доктор Фриц Гауптман
- 1983 — Остров фантазий / Fantasy Island — Уэс Перри (в эпизоде The Wedding Picture / Castaways[англ.])
- 1985 — Различные ходы[англ.] / Diff'rent Strokes — мистер Андерсон (в эпизоде Arnold Saves the Squirrel[англ.])
- 1985 — Блюз Хилл-стрит / Hill Street Blues — Арнольд Соломон (в эпизоде Queen for a Day[англ.])
- 1985 — Секретный агент Макгайвер / MacGyver — Уолт, пилот (в эпизоде Last Stand[англ.])
- 1985 — Отель / Hotel — Кэрмонди (в эпизоде Echoes)
- 1986 — Наш дом[англ.] / Our House — Форрестер (в эпизоде See You in Court)
- 1987 — Из грязи в князи[англ.] / Rags to Riches — Деннис Бакстер (в эпизоде Born to Ride)
- 1987 — Маленькое чудо[англ.] / Small Wonder — доктор (в эпизоде Everyone Into the Pool)
- 1988—1989 — Кошмары Фредди / Freddy's Nightmares — разные роли (в 2 эпизодах)
- 1989 — Охотник / Hunter — Лу (в эпизоде The Legion: Part 1[англ.])
- 1990 — Чайна-Бич / China Beach — судья Джулиус Хоффман (в эпизоде The Call[англ.])
- 1991 — Никогда не забыть / Never Forget — Дэн Гринспэн
- 1992 — Гарри и Хендерсоны[англ.] / Harry and the Hendersons — доктор Джей (в эпизоде The Girl Who Cried Bigfoot)
- 1992 — Человеческая цель[англ.] / Human Target — Квентин Фирт (в эпизоде Designed by Chance)
- 1994 — Голова Германа[англ.] / Herman's Head — мистер Прескотт (в эпизоде Bedtime for Hermo[англ.])
- 1994 — Сёстры / Sisters — Хьюи Шорт (в эпизоде Heroes)
- 1995 — Скорая помощь / ER — Хэнк Трэвис (в эпизоде Full Moon, Saturday Night)
- 1996 — Молодые и дерзкие / The Young and the Restless — доктор Эверхарт (в эпизоде #1.5924)
- 1998 — Сайнфелд / Seinfeld — Брендан (в эпизоде The Maid[англ.])
- 1998 — Мерфи Браун / Murphy Brown — сосед по комнате в колледже (в эпизоде Dial and Substance[англ.])
- 2005 — Король Квинса / The King of Queens — Василий (в эпизоде Move Doubt[англ.])
- 2006 — Предел[англ.] / Threshold — Грэм Болтон (в эпизоде Alienville)

### Озвучивание
Мультфильмы, мультсериалы и компьютерные игры
- 1984 — Смурфики / The Smurfs — второстепенные персонажи (в эпизоде Symbols of Wisdom / Blue Eyes Returns; в титрах не указан)
- 1990 — Приключения Дона Койота и Санчо Панды[англ.] / The Adventures of Don Coyote and Sancho Panda — второстепенные персонажи (в эпизоде Pity the Poor Pirate)
- 1993 — Бэтмен / Batman — Рандл (в эпизоде The Mechanic)
- 1996—1997 — Бродяги[англ.] / Road Rovers — профессор Юджин Этуотер (в 2 эпизодах)
- 1997—1999 — Спаун / Spawn — второстепенные персонажи (в 6 эпизодах и полнометражном пилотном двухчасовом мультфильме)
- 1998 — Сильвестр и Твити: Загадочные истории / The Sylvester & Tweety Mysteries — президент Generic (в эпизоде Spooker of the House / Furgo[англ.])
- 2000 — Статический шок / Static Shock — мистер Янус (в эпизоде Grounded)
- 2001 — Лебединая труба[англ.] / The Trumpet of the Swan — Бад
- 2003 — RTX Red Rock[англ.] — Старая Душа #3

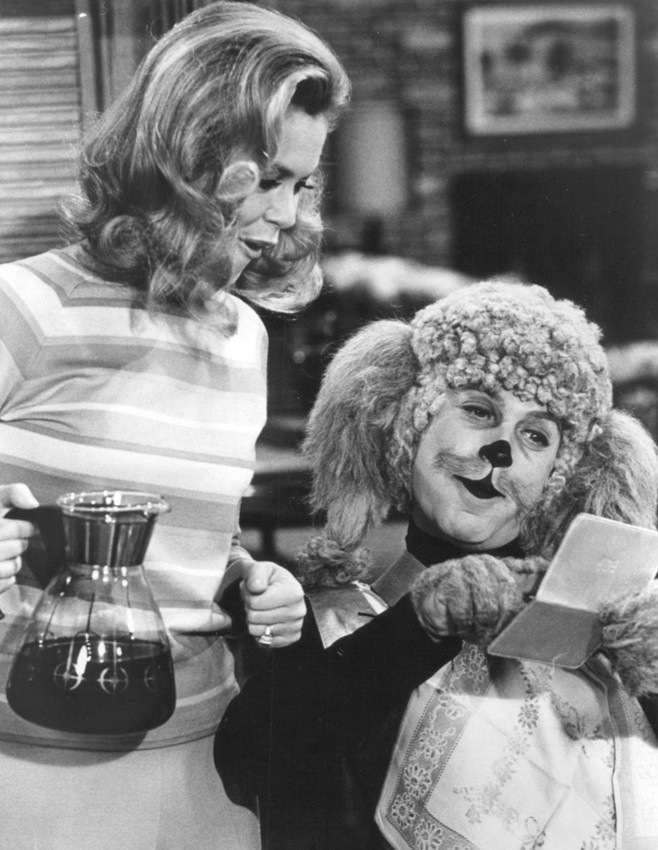
С Элизабет Монтгомери в сериале «Моя жена меня приворожила» (1968)
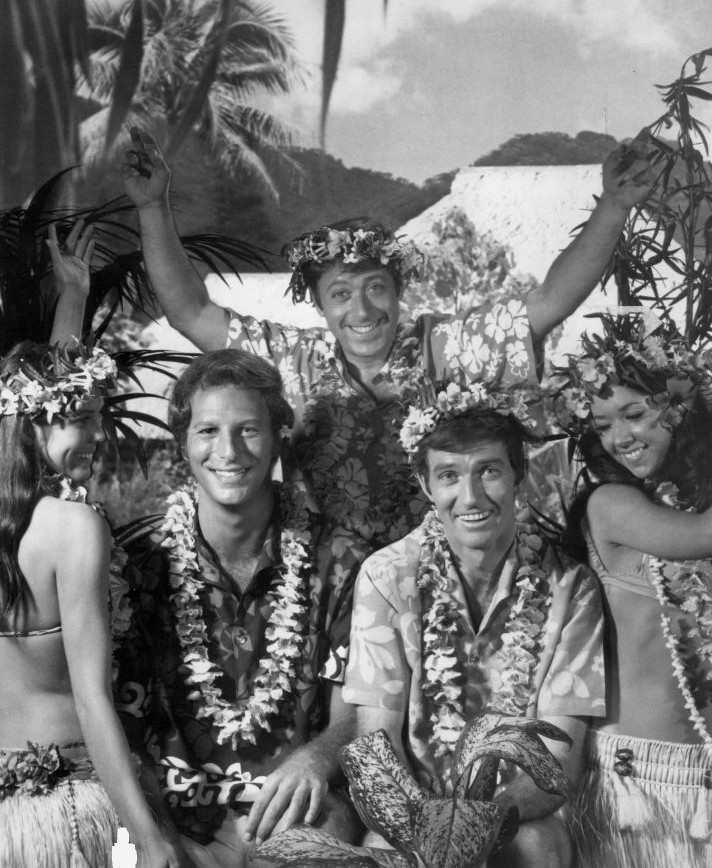
Слева направо (только мужчины): Боб Эйнштейн, Стив Франкен и Роберт Хоган[англ.] в фильме «Трое на Таити» (1970)